# 車臣足球代表隊
車臣足球代表隊是車臣足球聯盟所組織的代表車臣參賽的足球隊。2005年，組建了車臣足球協會，目前其總部位於法國。車臣足協是國際足聯（FIFA）和歐足聯（UEFA）未加盟國家及地區的足協所組織的組織NF-Board的準會員。2005年6月11日，車臣成為NF-Board的準會員，同年6月23日，舉行了車臣的首場國際比賽。